# Super Rádio Tupi
Super Rádio Tupi es una estación de radio brasileña con sede en la ciudad de Río de Janeiro. Funciona en el dial AM, a 1280 kHz, y el dial FM, a 96,5 MHz. Fue inaugurada en 1935 por el periodista Assis Chateaubriand, y desde entonces pertenece al grupo Diários Associados. Actualmente se dedica a entretenimiento, periodismo y cobertura deportiva.
Su eslogan inicial era "Cacique do Ar" ("Cacique del Aire"). Rápidamente se convirtió en competidora de la, por aquel entonces, todopoderosa Radio Nacional, contando con un gran elenco de actores de radioteatro y artistas en general. Así mismo, ha estado presente en la cobertura de los más importantes acontecimientos del Brasil y del mundo, siendo hitos importantes el haber sido la primera emisora brasileña en anunciar el fin de la Segunda Guerra Mundial, o el famoso Maracanazo.
Su noticiario emblemático es "Centinela da Tupi" que se emite tras 55 minutos de cada hora, con una duración de 5 minutos.
Su identificación, en formato de jingle es "Super Rádio Tupi", y en Río de Janeiro es la más fuerte competidora de la todopoderosa Radio Globo.
En 2005, al celebrarse los 70 años de la emisora, se inauguró el primer transmisor digital de radio del Brasil, con una potencia de 100 kW, que le permite llegar a todo el país y gran parte de Sudamérica, en horas nocturnas. El 18 de junio de  2014 Super Radio Tupi se traslada a una nueva sede ubicada en la Calle Fonseca Telles el São Cristóvão con instalaciones modernas que vienen del extranjero.
- Datos: Q10374898
- Multimedia: Super Rádio Tupi / Q10374898